# エンターテインメントソフトウェアレイティング委員会

エンターテインメントソフトウェアレイティング委員会のロゴ。

エンターテインメントソフトウェアレイティング委員会（エンターテインメントソフトウェアレイティングいいんかい、英語:Entertainment Software Rating Boardの日本語名）は、アメリカ合衆国及びカナダにおけるコンピュータゲームのレイティングなどの審査を行う団体で、1994年に設立された。略称はESRB。国際年齢評価連合（IARC）加盟団体の一つ。
設立された理由の一つとしては、「モータルコンバット」など、暴力性や性的コンテンツを含む、家庭用ゲームへの批判にある。
消費者のESRBのレーティングシステムに対する意識が高いが故に、出版社は、小売業者がESRBのシステムを遵守するよう努力をしているため、ESRBは効果的であると考えられ、連邦取引委員会からエンターテインメント分野で「最強」の自主規制組織とまで賞賛された。
好意的に受け止められているとはいえ、ESRBはその運営体制について政治家や他の監視団体から批判も受けてきた。
日本における同様の審査団体コンピュータエンターテインメントレーティング機構（CERO）を設立するにあたって模範とされた団体であるが、その審査方法はまったく異なる。

## 前史
ESRBが設立される以前はコンピュータゲームにおける表現の規制が緩く、1993年頃からアメリカにおいて『モータルコンバット』や『タイムキラー』などのコンピュータゲームの残虐な表現（特に身体の欠損や出血を伴う殺傷など）が問題視され始めていた。そして、イギリスのデイリー・ミラーが、1992年に発売された『ナイトトラップ』が「殺人・拷問シーンが残虐」として非難したため、1993年5月24日にセガ・オブ・アメリカは自社のゲーム機で発売されるゲームで独自のレーティングを定めるに至った。
1993年11月16日にはカリフォルニア州の司法長官が暴力シーンを含むTVゲームの回収を命じるよう、ゲームメーカーに書簡を送り、同年12月1日には連邦議会の上院議員が暴力シーンを含むTVゲームに映画同様のレーティングを義務付ける法案を提出するなど、影響が広がっていった。そして、同年12月9日には連邦議会上院で公聴会が開かれ、セガ・オブ・アメリカは自社のレーティングに関して、アタリコープ、3DO、エレクトロニック・アーツなどと共同することを発表した。
1994年3月6日の第2回目の公聴会では、エレクトロニックアーツの副社長が同年11月1日には家庭用TVゲームの広範囲にレーティングを導入できると証言した。

## レイティング表示
いずれも公式サイトにて
ESRBによるレイティング表示は2つの要素からなる。一つは対象年齢区分を表示する1～2文字のアルファベットであり、もう1つはそのレイティングとなった要素の表記からなる。
| レイティング区分 | レイティング区分                        | 解説 | ソフト一覧 |
| ---------------- | --------------------------------------- | --- | ---------- |
| N/A              | Not Rated （NR）                        | ESRBの発足以前に発売されたソフトか、非常に稀ではあるがESRBが評価を行わなかったケースに対してなされる表示。 | N/A        |
|                  | Rating Pending （RP）                   | 発売前のタイトルについて、広報資料（ウェブサイトや雑誌広告）などで審査予定または審査中であることを示す時に使用される。 CEROの「審査予定」に相当する。 「T」区分以上のレイティングになる可能性がある場合、「子供には不適切な表現が含まれている可能性がある」ことを示す。 注意文「May contain content inappropriate for children.」が併記される。 | N/A        |
|                  | Rating Pending （RP） LIKELY MATURE 17+ | 審査によって「M」区分のレイティングになる可能性がある場合、マーク内に「LIKELY MATURE 17+」が併記される。 | N/A        |
|                  | Early Childhood （eC）                  | 3歳 - 6歳を対象としたもの。 子供向け教育系のゲームソフトを想定しており、暴力表現などは皆無に等しいレベル。 同レイティングのソフトを日本国内で発売するソフトが1つもなく、「eC」区分に該当するソフトはすべてCERO発展以前ではあるが、 前述の理由により、「CERO：A（全年齢対象）」とほぼ同等のレイティングに相当する。 また、このレイティングの該当ゲームは主に教育系ソフトである点は、「CERO：教育・データベース」の性質が似通う部分もある。 ただし、ゲームではないものと大人向け内容も認められている「教育・データベース」と違い、 「eC」は子供向けゲームソフトのみを対象とするため、2者の性質は少し異なる （家庭用ゲーム機としてリリースした非ゲーム類ソフトは、ESRBの審査対象外となる）。 「eC」区分に該当するゲームソフトが少なく、「E」区分に適用可能であるなどの理由から2018年に廃止され、「E」区分に統合された。 | N/A        |
|                  | Kids to Adults （K-A）                  | 対象年齢6歳以上。 暴力表現などの度合いは少なく、あっても極力デフォルメされており、残虐さや苦痛などを感じさせない様に配慮されている。 性的な描写は皆無。 1998年まではK-A（Kids to Adults）という表記であった。 対象年齢が6歳以上と低い為、eC同様「CERO：A（全年齢対象）」とほぼ同等のレイティングに相当するが、 日本で「CERO：B（12才以上対象）」か「CERO：C（15才以上対象）」に指定されているソフトも少数ながら含まれている。 （「ニード・フォー・スピード アンダーグラウンド」、「GTI Club ワールド シティ レース」、「伝説のオウガバトル」など）。 | 一覧       |
|                  | Everyone （E）                          | 対象年齢6歳以上。 暴力表現などの度合いは少なく、あっても極力デフォルメされており、残虐さや苦痛などを感じさせない様に配慮されている。 性的な描写は皆無。 1998年まではK-A（Kids to Adults）という表記であった。 対象年齢が6歳以上と低い為、eC同様「CERO：A（全年齢対象）」とほぼ同等のレイティングに相当するが、 日本で「CERO：B（12才以上対象）」か「CERO：C（15才以上対象）」に指定されているソフトも少数ながら含まれている。 （「ニード・フォー・スピード アンダーグラウンド」、「GTI Club ワールド シティ レース」、「伝説のオウガバトル」など）。 | 一覧       |
|                  | Everyone 10+ （E10+）                   | 対象年齢10歳以上。 2005年3月2日にブランクが広かった「E」・「T」区分の中間という位置づけで追加された。 「CERO：A（全年齢対象）」「CERO：B（12才以上対象）」のほぼ中間に相当する。 同レイティングのソフトを日本国内で発売する際、表現の度合いにより、 おおむね「CERO：A（全年齢対象）」「CERO：B（12才以上対象）」「CERO：C（15才以上対象）」の においてこの区分になることがある。 | 一覧       |
|                  | Teen （T）                              | 対象年齢は13歳以上とされ、年齢が満たない場合、購入時には保護者の同意が必要となる。 「E」・「E10+」区分より若干表現の度合いが強い。 暴力や汚い言葉遣い等の描写はあり、何かの暗示物が含まれている可能性がある場合。 CEROの「CERO：B（12才以上対象）」「CERO：C（15才以上対象）」のほぼ中間に相当するが、 日本では「CERO：D（17才以上対象）」とされているソフトの一部も含まれている（「ゼノギアス」、「BULLY」など）。 また「INFAMOUS〜悪名高き男〜」は「T」区分だが、日本では「CERO：Z（18才以上のみ対象）」に指定された。 日本製のソフトがCEROの「CERO：A（全年齢対象）」であっても、程度の低い暴力や戦闘の表現、 思想にまつわる表現などによって「T」区分となる場合もある （「アーマード・コアシリーズ」、「大神」、「大乱闘スマッシュブラザーズシリーズ」、 「魔界戦記ディスガイアシリーズ」、「勇者のくせになまいきだ。」など）。 | 一覧       |
|                  | Mature 17+ （M）                        | 対象年齢は17歳以上とされ、年齢が満たない場合、購入には保護者の同意が必要となる。 過激な暴力表現や「AO」区分よりも軽微な性的表現などが含まれている。 「CERO：D（17才以上対象）」か「CERO：Z（18才以上のみ対象）」に相当するが、 一部「CERO：C（15才以上対象）」「CERO：B（12才以上対象）」、さらには「CERO：A（全年齢対象）」に相当するソフトが含まれる場合もある。 （「CONAN」、「サイレントヒル」、「バイオハザード アウトブレイク」、「バイオハザード アンブレラ・クロニクルズ」、「RESISTANCE〜人類没落の日〜」、「GOD HAND」、「ペルソナ3・4」、「メタルギアソリッド バンドデシネ」、 「真・女神転生III-NOCTURNE」など）。 | 一覧       |
|                  | Adults Only 18+ （AO）                  | 成人指定、18歳未満購入禁止。 露骨な性的表現や過度の暴力表現、実際に金品を賭けるギャンブルを含む。 「CERO：Z（18才以上のみ対象）」に相当するが、アメリカ製の家庭用ゲームソフトでは性的な表現も認められているのもある。 マイクロソフト、任天堂、SIEといった各メーカーは「AO」区分と判定された対応ソフトの制作・販売は原則として認めず、大手流通のベスト・バイ、ウォルマートなどは「AO」区分と判定されたソフトを販売しない方針を採っている。 そのため、アメリカ国内で流通および販売の上で不利であり、開発側が修正の上で再審査を経て レイティングを「M」区分に引き下げることが多い（PS2・PSP・Wii版の「マンハント2」は一例）。 「AO」区分のまま流通されるソフトは非常に少なく、ESRBの発足から以来、その評定と判定されたソフトはわずか28本であり、1本を除き、すべてPC用のゲームである。 （2012年現在、販売中止の1本を含み実質には27本）。 家庭用ゲームソフトでは、流通された「AO」区分のゲームは初期ロット分の 『グランド・セフト・オート・サンアンドレアス』にしか存在しない （ただし、こちらは再審査時のレイティング。詳しくは当該項目参照）。 | 一覧       |

要素の表示部分には、審査員の間で含まれているとの認識で一致した要素が列挙される。以下にその一例を挙げる。
- ギャンブル関係
  - Simulated Gambling - 実際に金品を賭けないギャンブル。
  - Real Gambling - 実際に金品を賭けるギャンブル（賭博罪に相当する行為）。
- 飲酒関連
以下と同様なものが喫煙（Tobacco ～）および麻薬（Drug ～）にも存在する。
  - Alcohol Reference - 酒類に関する描写がある。
  - Use of Alcohol - 飲酒描写がある（成人のみでの飲酒や喫煙が含まれる場合も表示される）。
- 性的表現
  - Nudity - 裸体描写の存在。
  - Partial Nudity - 精緻ではないが、裸体表現がある。
  - Sexual Content - 性行動を連想させるグラフィック言及や描写。
  - Strong Sexual Content - 性行動へのグラフィック言及や描写。
  - Suggestive Themes - 性的な事柄をそそのかしたり、叩きつけるような表現が見られる。表現が弱い場合は「Mild Suggestive Themes」と表示される。
  - Sexual Themes - 性的な事柄に関するシーンがある。表現が軽い場合は「Mild Sexual Themes」と表示される(現在は廃止されている)。
  - Mature Sexual Themes - 大人向けの性的なカテゴリ。裸体が出てくることがある。
  - Sexual Violence - 強姦などの性的暴力。これに該当した場合は「M」区分以上に分類される。
- 暴力表現
  - Violence - 暴力シーンがある。
  - Fantasy Violence - 明らかにファンタジーであることがわかる「非現実的な世界」の人間、または非人間キャラクターによる暴力行為。
  - Intense Violence - リアルな暴力行為。生々しい血や身体の切断を伴う表現、人を殺傷するといった残虐な暴力行為が表される。
  - Animated Violence - アニメのような感じの暴力行為。現在は廃止されている。
  - Cartoon Violence - マンガっぽい感じのキャラクターがなす暴力行為。現在は廃止されている。
  - Blood - 流血シーンがある。
  - Animated Blood - 赤以外の血液など非現実的な血の描写がある。
  - Blood and Gore - 激しい流血シーンや、人体切断シーンがある。

この内、Violence、Cartoon Violence、Fantasy Violence、Bloodについては、表現が軽い場合「Mild ～」と表示される。
- 発言
  - Language - スラングや汚い言葉遣いが含まれている。表現が軽い場合は「Mild Language」と表示される。
  - Strong Language - 七大卑語が含まれている。
  - Comic Mischief - きわどいユーモアを含んでいるシーンがある。
  - Crude Humor - トイレにまつわるユーモアを含んでいるシーンがある。
  - Mature Humor - 性的な言及を含む大人のユーモアを含んでいるシーンがある。
- その他
  - Lyrics - ゲーム中に使われている曲の歌詞にきわどい表現が含まれている。表現の度合いによっては「Mild Lyrics」または「Strong Lyrics」と表示されることがある。
  - Some Adult Assistance May Be Needed（成人による援助が必要） - 子供向けのコンテンツに付けられる。現在は廃止されている。
  - Informational - 役立つ情報（データ、事実、リソースなど）が含まれている。現在は廃止されている。

キャラクターのカスタマイズが可能なオンラインゲームにおいては、これらとは別にその旨を示す注意文（"Games Experience May Change During Online Play"など）が追加されている。また、審査通過後に問題が発覚した場合にはレイティングを引き上げるケースもある。
ちなみに、レイティングとは無関係に、社会情勢などの理由で発売禁止を勧告されたゲームも稀ながら存在する（Postal、The Guy Gameなど）。

## 審査方法
まず、メーカー側から提出された、特に重要な部分の映像と内容に関するアンケートを、3人の評価者がそれぞれ個別に確認してレイティングの推奨値を算定し、全員が含まれていると判定した表現内容を添えてメーカーに対し返答する。
その後、完成したソフトをメーカー側から受け取り、実際にプレイしてそのレイティング判定が正当だったかを評価するというシステムになっている。
ESRBによる審査は任意となってはいるが、ほとんどの販売店において審査を通っていない製品を販売しない方針を取っていることから流通がほぼ不可能となるため、一般の流通に乗せ、販売店にて発売する場合はESRBによる審査は事実上必須となっている。また店舗によっては「AO」区分だけでなく「M」区分の製品も取り扱わない場合があるため、ESRBの審査による流通への影響は大きい。
尚、あくまでも業界内の自主規制であるため、Steamなどのデジタル配信（特に独立系開発会社によるもの）や、スマートフォン向けの販売網などではレーティング自体が要項でない場合も多く、これらの流通においては未審査の作品も多い。
審査後のマーク表示は
- パッケージ表の左下
- パッケージ裏
- 解説書および同梱の印刷物
- ソフト本体（CD-ROM、DVD-ROM、カートリッジのラベルなど）

の計4箇所に表示される（CEROではパッケージ表のどこかに最低1箇所の表示があればよい）。パッケージには表面にはレイティング表示のみ、裏面にはレイティング表示とその原因要素の表記がされる。